# Усихара, Кёхико
Кёхико Усихара (яп. 牛原虚彦; 22 марта 1897 — 20 мая 1985) — японский кинорежиссёр, сценарист, педагог и общественный деятель.

## Биография
В 1920 году окончил отделение английской филологии Токийского университета. В том же году поступил в киноинститут «Сётику-кинэма», где стал учеником Каору Осанаи. Начал как сценарист («Призрак на дороге»). Как режиссёр дебютировал в 1921 году («Закат над горами»). Ставил, как правило, сентиментальные мелодрамы. В 1926 году совершенствовался в США, в частности, работал у Чарльза Чаплина. Вернувшись на родину, поставил ряд комедий с участием актёра-спортсмена Дэммэя Судзуки. В 1930—1932 годах жил во Франции, где изучал систему звукового кино. Автор трилогии «Он и Токио» — «Он и деревенская жизнь» — «Он и человеческая жизнь». С 1950 года профессор Нихонского университета. С 1975 года руководил Институтом телевизионных фильмов при киностудии «Никкацу».
Член жюри 17-го Венецианского кинофестиваля, Первого, Третьего и Четвёртого Московских международных кинофестивалей.

## Избранная фильмография

### Режиссёр
- 1921 — Закат над горами / Yama kururu
- 1922 — / Ikiryô shiryô
- 1924 — / Kodomô no sekai aru shonên no hanashî
- 1924 — / Kodomô no sekai aru shojô no hanashî
- 1925 — / Koi no senshu
- 1925 — / Natsukashi no kamata
- 1925 — / Nogî tâisho bannen to jûnshi
- 1925 — / Nogî tâisho nichiro sensô
- 1925 — / Nogî taishô
- 1925 — / Nogî tâisho seinan sensô no maki
- 1926 — / Star ôkoku
- 1927 — Времена Сёва / Shôwa jidai
- 1927 — Любимец деревни /
- 1928 — Король лёгкой атлетики / Riku no ôja
- 1928 — Он и Токио / Kare to Tokyo
- 1928 — Он и деревенская жизнь / Kare to den’en
- 1929 — Он и человеческая жизнь / Kare to jinsei
- 1929 — Большой город, труд / Daitokai: Rôdô-hen
- 1930 — Армейские успехи / Shingun
- 1938 — / Kaibyô nazo no shamisen
- 1946 — Любимец города /
- 1949 — / Nijiotoko

### Сценарист
- 1921 — Призрак на дороге / Rojô no reikion